# Carrer Rubaudonadéu (Figueres)
El Carrer Rubaudonadéu és un carrer del municipi de Figueres (Alt Empordà) protegit com a bé cultural d'interès local en el seu conjunt. És un espai urbà que conforma l'inici del passeig de l'estació projectat a finals del segle xix. El front edificat manté en els seus extrems edificis de Josep Azemar construïts a principis de segle xx.